# Charles Maurin

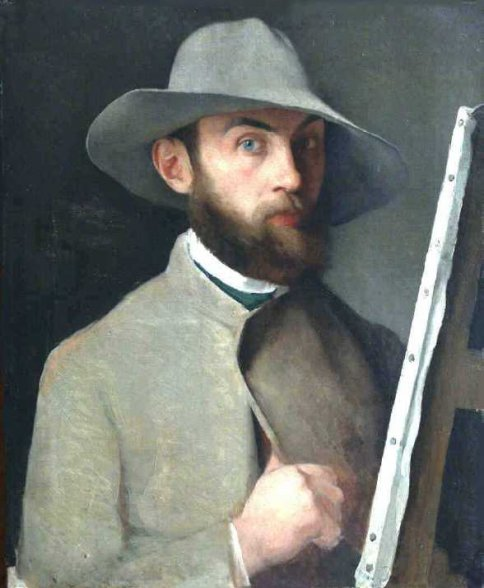
Selbstbildnis, um 1883

Charles Maurin (* 1. April 1856 in Le Puy-en-Velay, Auvergne; † 22. Juli 1914 in Grasse, Département Alpes-Maritimes) war ein französischer Maler und Drucker.

## Leben
Im Jahre 1875 gewann Charles Maurin den Prix Crozatier, der ihm erlaubte ein Studium in Paris an der École des Beaux-Arts unter Jules-Joseph Lefebvre und auch an der Académie Julian, wo er später lehrte, zu absolvieren. Unter seinen bekanntesten Schülern waren Henri de Toulouse-Lautrec und Félix Vallotton.
Im Jahr 1882 nahm Maurin an der Ausstellung des Salon des Artistes Français (SAF) statt, an dem er sich in der Folge bis 1890 regelmäßig beteiligte; 1889 und 1900 erhielt er auf den Pariser Weltausstellungen die Goldmedaille.
Fasziniert vom japanischen Holzschnitt, dessen Stilelemente sein eigenes graphisches Schaffen nachhaltig beeinflussten, wurde Maurin zum großen Protagonisten des Schwarzweiß-Holzschnitts. Die dargestellten Szenen charakterisierte er im scharfen Umriss oder in Silhouettenformen, lakonisch formelhafte Bildunterschriften wiesen auf Tatbestände, die scheinbar nicht malbar sind. In seinen Graphiken war er der Lehrmeister des Holzschnitts des deutschen Expressionismus, in seinen Gemälden Vorläufer der Neuen Sachlichkeit.